# Mario Zurita
Mario Manuel Zurita Vargas (Santiago, Chile, 2 de marzo de 1954) es un exfutbolista chileno. Jugaba de delantero y militó en diversos clubes de Chile y Francia.

## Clubes
| Club                | País    | Año       |
| ------------------- | ------- | --------- |
| Huachipato          | Chile   | 1977-1978 |
| Audax Italiano      | Chile   | 1979-1980 |
| Cobreloa            | Chile   | 1981      |
| Rangers             | Chile   | 1982      |
| Deportes Iquique    | Chile   | 1983      |
| CS Thonon-les-Bains | Francia | 1984-1987 |